# Santo Stefano degli Abissini
Santo Stefano degli Abissini ist ein kleines Kirchengebäude in der Vatikanstadt, das nach dem Heiligen Stephanus benannt wurde. Das Bauwerk befindet sich in den Vatikanischen Gärten in direkter Nachbarschaft zum Petersdom. Es ist 35 Meter lang, 20 Meter breit und 10 Meter hoch (Kirchenschiff).

## Geschichte
Das Kirchengebäude wurde im 5. Jahrhundert unter der Herrschaft von Papst Leo I. auf den Ruinen eines Tempels zu Ehren der heidnischen Göttin Vesta erbaut und Santo Stefano Maggiore geweiht. Im Jahre 816 wurde das Gebäude neu errichtet und 1159 sowie im 17. Jahrhundert grundlegend umgestaltet. Die Fassade wurde im frühen 18. Jahrhundert umgestaltet, die Inschrift auf der Frontfassade lautet „S. STEPHANO PROTOMARTYRI“. Es ist das älteste noch vorhandene Kirchengebäude in der Vatikanstadt.
Unter Papst Sixtus IV. wurde die Kirche im Jahre 1479 an die Mönche der Äthiopisch-Katholischen Kirche übergeben. Heute wird sie von den Seminaristen und Priestern des Päpstlichen Äthiopischen Kollegs betreut. Die Gottesdienste werden überwiegend nach dem Alexandrinischen Ritus abgehalten.